# أوبوس غاليكوم
أوبوس غاليكوم (باللاتينية: opus gallicum) أو العمل الغالي وهي تقنية بناء تعتمد حفر ثقوب دقيقة في البناء الحجري لإدراج عوارض خشبية لإنشاء البنية الخشبية. سميت بذلك لأن هذه التقنية وعلى الرغم من وجودها في العصور القديمة إلا أن استخدامها كان شائعًا في بلاد الغال بما يكفي ليذكرها يوليوس قيصر في دي بيلو غاليكو وكثيرًا ما استخدمت في العهد الميروفنجي.